# Sami Kapanen
Temple de la renommée finlandais : 2014
Sami Kapanen (né le 14 juin 1973 à Vantaa en Finlande) est un joueur professionnel finlandais de hockey sur glace devenu entraîneur.

## Biographie

### Carrière en club
Kapanen commence sa carrière en jouant dans le championnat junior de son pays en 1989-90 pour l'équipe du KalPa Kuopio. L'année d'après, il joue également une partie de la saison dans le championnat sénior (SM-liiga). En 1991-1992, il est sélectionné dans l'équipe des recrues de la ligue. Jusqu'en 1994, il joue dans l'équipe sénior du club en allant donner de temps en temps des coups de main aux juniors. Il change alors d'équipe et rejoint le HIFK pour une saison.
En effet lors du repêchage d'entrée dans la Ligue nationale de hockey, il est choisi par les Whalers de Hartford en quatrième ronde (87e choix). Il décide alors de rejoindre l'Amérique du Nord et commence la saison dans la Ligue américaine de hockey dans l'effectif des Falcons de Springfield. Il fait également ses débuts dans la LNH au cours de cette même saison avec 35 matchs et un total de 9 points.
Il suit la franchise dans la Caroline du Nord quand elle devient les Hurricanes. Il passera les cinq saisons suivantes avec les Hurricanes avec deux sélections pour le Match des étoiles de la LNH (en 2000 et 2002).
Le 7 février 2003, Kapanen est échangé aux Flyers de Philadelphie avec Ryan Bast en retour de Pavel Brendl et Bruno Saint-Jacques,.
Il évolue toujours avec les Flyers même si en 2004 durant le lock-out 2004-2005 de la LNH, il est retourné jouer dans son pays pour son club formateur. Son équipe évolue alors en deuxième division (Mestis) et retourne à la fin de la saison dans la SM-liiga après avoir gagné le championnat. Le 27 mai 2010, il met un terme à sa carrière.

## Famille
Son fils Kasperi, est également joueur de hockey professionnel.

## Carrière internationale
Il représente la Finlande lors des compétitions suivantes :
- Championnat d'Europe junior
  - 1991
- Championnat du monde junior
  - 1992 et 1993
- Championnat du monde
  -  : 1994, 1996, 1998 et 2001
  -  : 1995
- Coupe du monde de hockey
  - 1996
- Jeux olympiques d'hiver
  - 2002 : élimination en quart de finale
  - 
    - 1994, à Lillehammer (Norvège)
    - 1998, à Nagano (Japon)

## Statistiques en tant que joueur
| Saison     | Équipe                    | Ligue      |     | Saison régulière | Saison régulière | Saison régulière | Saison régulière | Saison régulière |    | Séries éliminatoires | Séries éliminatoires | Séries éliminatoires | Séries éliminatoires | Séries éliminatoires |
| Saison     | Équipe                    | Ligue      | PJ  | B                | A                | Pts              | Pun              | PJ               | B  | A                    | Pts                  | Pun                  |                      |                      |
| 1990-1991  | KalPa                     | SM-liiga   | 14  | 1                | 2                | 3                | 2                | 8                | 2  | 1                    | 3                    | 2                    |                      |                      |
| 1991-1992  | KalPa                     | SM-liiga   | 42  | 15               | 10               | 25               | 8                | -                | -  | -                    | -                    | -                    |                      |                      |
| 1992-1993  | KalPa                     | SM-liiga   | 37  | 4                | 17               | 21               | 12               | -                | -  | -                    | -                    | -                    |                      |                      |
| 1993-1994  | KalPa                     | SM-liiga   | 48  | 23               | 32               | 55               | 16               | -                | -  | -                    | -                    | -                    |                      |                      |
| 1994-1995  | HIFK                      | SM-liiga   | 49  | 14               | 28               | 42               | 42               | 3                | 0  | 0                    | 0                    | 0                    |                      |                      |
| 1995-1996  | Falcons de Springfield    | LAH        | 28  | 14               | 17               | 31               | 4                | 3                | 1  | 2                    | 3                    | 0                    |                      |                      |
| 1995-1996  | Whalers de Hartford       | LNH        | 35  | 5                | 4                | 9                | 6                | -                | -  | -                    | -                    | -                    |                      |                      |
| 1996-1997  | Whalers de Hartford       | LNH        | 45  | 13               | 12               | 25               | 2                | -                | -  | -                    | -                    | -                    |                      |                      |
| 1997-1998  | Hurricanes de la Caroline | LNH        | 81  | 26               | 37               | 63               | 16               | -                | -  | -                    | -                    | -                    |                      |                      |
| 1998-1999  | Hurricanes de la Caroline | LNH        | 81  | 24               | 35               | 59               | 10               | 5                | 1  | 1                    | 2                    | 0                    |                      |                      |
| 1999-2000  | Hurricanes de la Caroline | LNH        | 76  | 24               | 24               | 48               | 12               | -                | -  | -                    | -                    | -                    |                      |                      |
| 2000-2001  | Hurricanes de la Caroline | LNH        | 82  | 20               | 37               | 57               | 24               | 6                | 2  | 3                    | 5                    | 0                    |                      |                      |
| 2001-2002  | Hurricanes de la Caroline | LNH        | 77  | 27               | 42               | 69               | 23               | 23               | 1  | 8                    | 9                    | 6                    |                      |                      |
| 2002-2003  | Hurricanes de la Caroline | LNH        | 43  | 6                | 12               | 18               | 12               | -                | -  | -                    | -                    | -                    |                      |                      |
| 2002-2003  | Flyers de Philadelphie    | LNH        | 28  | 4                | 9                | 13               | 6                | 13               | 4  | 3                    | 7                    | 6                    |                      |                      |
| 2003-2004  | Flyers de Philadelphie    | LNH        | 74  | 12               | 18               | 30               | 14               | 18               | 3  | 7                    | 10                   | 6                    |                      |                      |
| 2004-2005  | KalPa                     | Mestis     | 10  | 6                | 3                | 9                | 2                | 9                | 5  | 3                    | 8                    | 4                    |                      |                      |
| 2005-2006  | Flyers de Philadelphie    | LNH        | 58  | 12               | 22               | 34               | 12               | 6                | 0  | 0                    | 0                    | 2                    |                      |                      |
| 2006-2007  | Flyers de Philadelphie    | LNH        | 77  | 11               | 14               | 25               | 22               | -                | -  | -                    | -                    | -                    |                      |                      |
| 2007-2008  | Flyers de Philadelphie    | LNH        | 74  | 5                | 3                | 8                | 16               | 16               | 2  | 0                    | 2                    | 2                    |                      |                      |
| 2008-2009  | KalPa                     | SM-liiga   | 55  | 21               | 24               | 45               | 18               | 12               | 4  | 5                    | 9                    | 4                    |                      |                      |
| 2009-2010  | KalPa                     | SM-liiga   | 49  | 13               | 31               | 46               | 58               | 13               | 6  | 7                    | 13                   | 0                    |                      |                      |
| 2011-2012  | KalPa                     | SM-liiga   | 35  | 13               | 12               | 25               | 33               | 2                | 1  | 0                    | 1                    | 0                    |                      |                      |
| 2012-2013  | KalPa                     | SM-liiga   | 38  | 7                | 11               | 18               | 14               | 5                | 0  | 1                    | 1                    | 2                    |                      |                      |
| 2013-2014  | KalPa                     | Liiga      | 34  | 7                | 6                | 13               | 26               | -                | -  | -                    | -                    | -                    |                      |                      |
| Totaux LNH | Totaux LNH                | Totaux LNH | 831 | 189              | 269              | 458              | 175              | 87               | 13 | 22                   | 35                   | 22                   |                      |                      |

## Statistiques en tant qu'entraîneur
| Saison    | Équipe    | Ligue |    | PJ | V  | D | Pr                          |  | Séries éliminatoires |
| 2017-2018 | KalPa     | Liiga | 60 | 46 | 7  | 7 | Éliminé en 1/4 de finale    |  |                      |
| 2018-2019 | KalPa     | Liiga | 60 | 25 | 27 | 8 | Non qualifié                |  |                      |
| 2019-2020 | HC Lugano | SL    | 29 | 11 | 14 | 4 | Congédié en cours de saison |  |                      |

## Trophées et honneurs personnels
- Finlande
  - 1991-1992 : équipe des recrues de la SM-liiga
  - 1993-1994 : première équipe type de la SM-liiga
  - 2004-2005 : champion de la deuxième division Mestis avec KalPa Kuopio
- Ligue nationale de hockey
  - 2000 : sélectionné pour le 50e Match des étoiles
  - 2002 : sélectionné pour le 52e Match des étoiles
  - 2003-2004 : trophée Yanick Dupré, trophée des Flyers de Philadelphie pour le joueur avec le meilleur comportement à la fois sur la glace et dans la vie courante.